# Intérieur rouge, nature morte sur table bleue
Intérieur rouge, nature morte sur table bleue est un tableau réalisé par le peintre français Henri Matisse en 1947 à Vence, dans les Alpes-Maritimes. Partie de la série dite des Intérieurs de Vence, cette huile sur toile représente l'intérieur d'une pièce donnant sur de la verdure par une fenêtre ouverte : on y voit un médaillon jaune sur un mur rouge, mais aussi un vase de fleurs et des fruits sur une table ronde de couleur bleue au premier plan. Cette œuvre est conservée à la Kunstsammlung Nordrhein-Westfalen, à Düsseldorf, en Allemagne. 